# Distrikt Yaután
Der Distrikt Yaután liegt in der Provinz Casma in der Region Ancash im zentralen Westen von Peru. Er besitzt eine Fläche von 357,2 km². Beim Zensus 2017 wurden 8305 Einwohner gezählt. Im Jahr 1993 lag die Einwohnerzahl bei 3581, im Jahr 2007 bei 3937. Verwaltungssitz ist die am linken Flussufer des Río Yaután auf einer Höhe von 809 m gelegene Kleinstadt Yaután mit 2446 Einwohnern (Stand 2017).

## Geographische Lage
Der Distrikt Yaután liegt im zentralen Osten der Provinz Casma. Er erstreckt sich über die westlichen Ausläufer der Cordillera Negra, die zur peruanischen Westkordillere gehört. Der Fluss Río Casma (im Oberlauf Río Grande) und dessen rechter Nebenfluss Río Yaután, durchfließen den Distrikt in westlicher Richtung. In den beiden Flusstälern wird bewässerte Landwirtschaft betrieben. Ansonsten besteht die Landschaft aus wüstenhafter Vegetation. Die Nationalstraße 14A von Casma nach Huaraz verläuft an Yaután vorbei.
Im Südwesten grenzt der Distrikt Yaután an den Distrikt Casma, im Nordwesten an den Distrikt Buenavista Alta, im Norden an die Distrikte Quillo und Cascapara (beide in der Provinz Yungay), im Osten an die Distrikte Cochabamba, Pariacoto und Pampas Grande (alle drei in der Provinz Huaraz).